# Durbec de collar
El durbec de collar (Mycerobas affinis) és una espècie d'ocell de la família dels fringíl·lids (Fringillidae) que habita boscos del nord del Pakistan i de l'Índia, sud-est del Tibet, nord-est de Myanmar i centre de la Xina.